# Tunbridge Wells (circonscription du Parlement britannique)
Circonscription parlementaire de la Chambre des communes
La circonscription de Tunbridge Wells  est une circonscription parlementaire britannique. Située dans le Kent, elle couvre la majeure partie du district de Tunbridge Wells.
Cette circonscription a été créée en 1974, à partir de l'ancienne circonscription de Tonbridge et d'une partie de l'actuelle circonscription d'Ashford.
Depuis 2024, elle est représentée à la Chambre des communes du Parlement britannique par Mike Martin, des Libéraux-démocrates.

## Members of Parliament
| Élection | Élection | Membre         | Membre       | Parti               |
| -------- | -------- | -------------- | ------------ | ------------------- |
|          | Fev 1974 | Patrick Mayhew |              | Conservateur        |
|          | 1997     | Archie Norman  |              | Conservateur        |
|          | 2005     | Greg Clark     |              | Conservateur        |
|          | 2019     | Greg Clark     | Indépendant  |                     |
|          | 2019     | Greg Clark     | Conservateur |                     |
|          | 2024     | Mike Martin    |              | Libéraux-démocrates |

## Élections

### Élections dans les années 2010
| Parti         | Parti                | Candidat             | Voix   | %    | ±    |
| ------------- | -------------------- | -------------------- | ------ | ---- | ---- |
|               | Conservateur         | Greg Clark           | 30,119 | 55,1 | 1.8  |
|               | Libéral Démocrate    | Ben Chapelard        | 15,474 | 28,3 | 18.4 |
|               | Travailliste         | Antonio Weiss        | 8,098  | 14,8 | 11.7 |
|               | Indépendant          | Christopher Camp     | 488    | 0,9  | N/A  |
|               | Indépendant          | Nigel Peacock        | 471    | 0,9  | N/A  |
| Majorité      | Majorité             | Majorité             | 14,645 | 26,8 | 3.6  |
| Participation | Participation        | Participation        | 54,650 | 73,0 | 0.9  |
|               | Conservateur retenir | Conservateur retenir | Swing  | 10.1 |      |

| Parti         | Parti                | Candidat             | Voix   | %     | ±     |
| ------------- | -------------------- | -------------------- | ------ | ----- | ----- |
|               | Conservateur         | Greg Clark           | 30,856 | 56,9  | −1.8  |
|               | Travailliste         | Charles Woodgate     | 14,391 | 26,5  | +12.3 |
|               | Libéral Démocrate    | Rachel Sadler        | 5,355  | 9,9   | +1.4  |
|               | UKIP                 | Chris Hoare          | 1,464  | 2,7   | −9.9  |
|               | Green                | Trevor Bisdee        | 1,441  | 2,7   | −2.5  |
|               | Women's Equality     | Celine Thomas        | 702    | 1,3   | N/A   |
| Majorité      | Majorité             | Majorité             | 16,465 | 30,4  | −14.1 |
| Participation | Participation        | Participation        | 54,209 | 72,1  | +2.1  |
|               | Conservateur retenir | Conservateur retenir | Swing  | -5.25 |       |

| Parti         | Parti                | Candidat             | Voix   | %    | ±     |
| ------------- | -------------------- | -------------------- | ------ | ---- | ----- |
|               | Conservateur         | Greg Clark           | 30,181 | 58,7 | +2.4  |
|               | Travailliste         | Kevin Kerrigan       | 7,307  | 14,2 | +3.4  |
|               | UKIP                 | Colin Nicholson      | 6,481  | 12,6 | +8.5  |
|               | Libéral Démocrate    | James McCleary,      | 4,342  | 8,4  | −16.8 |
|               | Green                | Marie Jones          | 2,659  | 5,2  | +3.4  |
|               | Indépendant          | Graham Naismith      | 458    | 0,9  | N/A   |
| Majorité      | Majorité             | Majorité             | 22,874 | 44,5 | +13.5 |
| Participation | Participation        | Participation        | 51,428 | 70,0 | +0.2  |
|               | Conservateur retenir | Conservateur retenir | Swing  | −0.5 |       |

| Parti         | Parti                | Candidat             | Voix   | %    | ±    |
| ------------- | -------------------- | -------------------- | ------ | ---- | ---- |
|               | Conservateur         | Greg Clark           | 28,302 | 56,2 | +5.5 |
|               | Libéral Démocrate    | David Hallas         | 12,726 | 25,3 | 0.0  |
|               | Travailliste         | Gary Heather         | 5,448  | 10,8 | −9.6 |
|               | UKIP                 | Victor Webb          | 2,054  | 4,1  | +0.6 |
|               | Green                | Hazel Dawe           | 914    | 1,8  | N/A  |
|               | BNP                  | Andrew McBride       | 704    | 1,4  | N/A  |
|               | Indépendant          | Farel Bradbury       | 172    | 0,3  | N/A  |
| Majorité      | Majorité             | Majorité             | 15,576 | 30,9 | +7.4 |
| Participation | Participation        | Participation        | 50,320 | 69,8 | +3.9 |
|               | Conservateur retenir | Conservateur retenir | Swing  | +2.8 |      |

### Élections dans les années 2000
| Parti         | Parti                | Candidat             | Voix   | %    | ±    |
| ------------- | -------------------- | -------------------- | ------ | ---- | ---- |
|               | Conservateur         | Greg Clark           | 21,083 | 49,6 | +0.7 |
|               | Libéral Démocrate    | Laura Murphy         | 11,095 | 26,1 | +1.4 |
|               | Travailliste         | Jacqui Jedrzejewski  | 8,736  | 20,6 | −2.6 |
|               | UKIP                 | Victor Webb          | 1,568  | 3,7  | +0.4 |
| Majorité      | Majorité             | Majorité             | 9,988  | 23,5 | −0.7 |
| Participation | Participation        | Participation        | 42,482 | 65,7 | +3.4 |
|               | Conservateur retenir | Conservateur retenir | Swing  | −0.4 |      |

| Parti         | Parti                | Candidat             | Voix   | %    | ±     |
| ------------- | -------------------- | -------------------- | ------ | ---- | ----- |
|               | Conservateur         | Archie Norman        | 19,643 | 48,9 | +3.7  |
|               | Libéral Démocrate    | Keith Brown          | 9,913  | 24,7 | −5.0  |
|               | Travailliste         | Ian Carvell          | 9,332  | 23,2 | +2.8  |
|               | UKIP                 | Victor Webb          | 1,313  | 3,3  | +2.7  |
| Majorité      | Majorité             | Majorité             | 9,730  | 24,2 | +6.7  |
| Participation | Participation        | Participation        | 40,201 | 62,3 | −11.8 |
|               | Conservateur retenir | Conservateur retenir | Swing  | +4.4 |       |

### Élections dans les années 1990
| Parti         | Parti                | Candidat             | Voix   | %    | ±     |
| ------------- | -------------------- | -------------------- | ------ | ---- | ----- |
|               | Conservateur         | Archie Norman        | 21,853 | 45,2 | −11.7 |
|               | Libéral Démocrate    | Anthony S. Clayton   | 14,347 | 29,7 | +1.3  |
|               | Travailliste         | Peter Warner         | 9,879  | 20,4 | +6.6  |
|               | Référendum           | Tim Macpherson       | 1,858  | 3,8  | N/A   |
|               | UKIP                 | M. Smart             | 264    | 0,5  | N/A   |
|               | Natural Law          | Paul Levy            | 153    | 0,3  | −0.1  |
| Majorité      | Majorité             | Majorité             | 7,506  | 15,5 | -13.0 |
| Participation | Participation        | Participation        | 48,354 | 74,1 | -4.0  |
|               | Conservateur retenir | Conservateur retenir | Swing  | -6.5 |       |

| Parti         | Parti                | Candidat             | Voix   | %    | ±    |
| ------------- | -------------------- | -------------------- | ------ | ---- | ---- |
|               | Conservateur         | Patrick Mayhew       | 34,162 | 56,9 | −1.5 |
|               | Libéral Démocrate    | Anthony S. Clayton   | 17,030 | 28,4 | −1.6 |
|               | Travailliste         | EAC Goodman          | 8,300  | 13,8 | +2.3 |
|               | Natural Law          | EW Fenna             | 267    | 0,4  | N/A  |
|               | Indépendant          | R Edey               | 236    | 0,4  | N/A  |
| Majorité      | Majorité             | Majorité             | 17,132 | 28,5 | +0.1 |
| Participation | Participation        | Participation        | 59,995 | 78,1 | +3.8 |
|               | Conservateur retenir | Conservateur retenir | Swing  | +0.0 |      |

### Élections dans les années 1980
| Parti         | Parti                | Candidat             | Voix   | %     | ±     |
| ------------- | -------------------- | -------------------- | ------ | ----- | ----- |
|               | Conservateur         | Patrick Mayhew       | 33,111 | 58,44 | +0.18 |
|               | Liberal              | Dorothy Buckrell     | 16,989 | 29,99 | −0.02 |
|               | Travailliste         | Peter Sloman         | 6,555  | 11,57 | +0.29 |
| Majorité      | Majorité             | Majorité             | 16,122 | 28,45 | +0.20 |
| Participation | Participation        | Participation        |        | 74,26 | +1.60 |
|               | Conservateur retenir | Conservateur retenir | Swing  | +0.1  |       |

| Parti         | Parti                | Candidat             | Voix   | %     | ±      |
| ------------- | -------------------- | -------------------- | ------ | ----- | ------ |
|               | Conservateur         | Patrick Mayhew       | 31,199 | 58,26 | −1.28  |
|               | Liberal              | P Blaine             | 16,073 | 30,01 | +11.74 |
|               | Travailliste         | SJ Casely            | 6,042  | 11,28 | −9.96  |
|               | National Front       | D Smith              | 236    | 0,44  | −0.51  |
| Majorité      | Majorité             | Majorité             | 15,126 | 28,25 | −10.04 |
| Participation | Participation        | Participation        |        | 72,66 | −2.00  |
|               | Conservateur retenir | Conservateur retenir | Swing  | −6.5  |        |

### Élections dans les années 1970
| Parti         | Parti                | Candidat             | Voix   | %     | ±      |
| ------------- | -------------------- | -------------------- | ------ | ----- | ------ |
|               | Conservateur         | Patrick Mayhew       | 31,928 | 59,54 | +10.01 |
|               | Travailliste         | AAJ Bartlett         | 11,392 | 21,24 | −3.69  |
|               | Liberal              | R Baker              | 9,797  | 18,27 | −7.27  |
|               | National Front       | W Standen            | 509    | 0,95  | N/A    |
| Majorité      | Majorité             | Majorité             | 20,536 | 38,30 | +14.3  |
| Participation | Participation        | Participation        |        | 74,66 | +2.15  |
|               | Conservateur retenir | Conservateur retenir | Swing  | +6.9  |        |

| Parti         | Parti                | Candidat             | Voix   | %     | ±     |
| ------------- | -------------------- | -------------------- | ------ | ----- | ----- |
|               | Conservateur         | Patrick Mayhew       | 24,829 | 49,53 | +0.17 |
|               | Liberal              | DC Owens             | 12,802 | 25,54 | −3.82 |
|               | Travailliste         | RC Blackwell         | 12,499 | 24,93 | +3.65 |
| Majorité      | Majorité             | Majorité             | 12,027 | 23,99 | +3.99 |
| Participation | Participation        | Participation        |        | 72,51 | −7.87 |
|               | Conservateur retenir | Conservateur retenir | Swing  | +2.0  |       |

| Parti         | Parti                                  | Candidat       | Voix   | %     | ± |
| ------------- | -------------------------------------- | -------------- | ------ | ----- | - |
|               | Conservateur                           | Patrick Mayhew | 27,212 | 49,36 |   |
|               | Liberal                                | DC Owens       | 16,184 | 29,36 |   |
|               | Travailliste                           | MF Short       | 11,734 | 21,28 |   |
| Majorité      | Majorité                               | Majorité       | 11,028 | 20,00 |   |
| Participation | Participation                          | Participation  |        | 80,38 |   |
|               | Conservateur vainqueur (nouveau siège) |                |        |       |   |